# 利德賀街

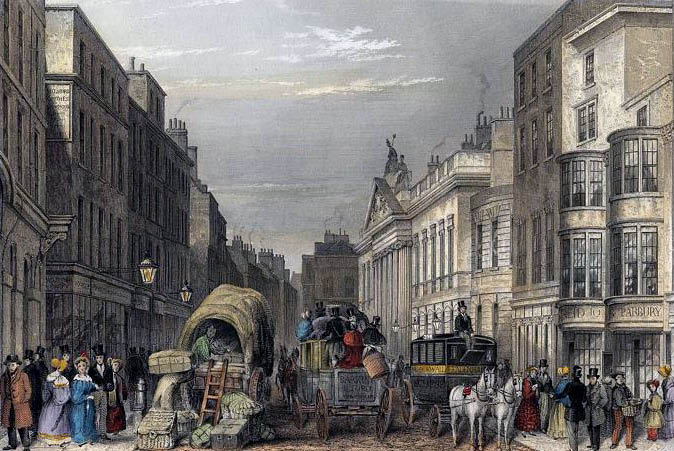
1837年的利德賀街。

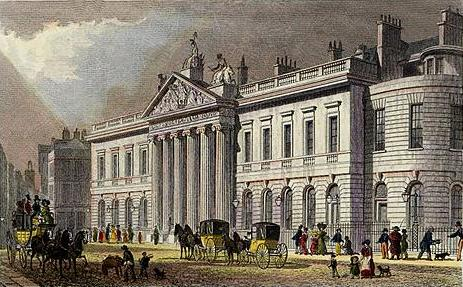
約繪於1828年的東印度大樓，東印度大樓是當年英國東印度公司的總部，大樓已於1928年拆卸。

利德賀街（英語：Leadenhall Street）是倫敦市內一條主要街道。
該段道路連接康希爾（Cornhill）和阿尔德盖特（Aldgate）。歷史上曾經是勞埃保險社和英國東印度公司的所在地。而倫敦金屬交易所現今仍位於利德賀街56號。
利德賀街原本屬於A11幹道的一部份，但今天已被降級成一條次要道路。
在1879年的時候，曾有電信局設於利德賀街101號，名為「電話有限公司」（專利權屬於貝爾），這是倫敦最早的電信局之一。

## 請參見
- 利德賀市場
- 利德賀街122號